# Landesfrauenrat Hamburg
Der Landesfrauenrat Hamburg e. V. ist eine  Dachorganisation von 60 verschiedenen, in Frauenfragen tätigen Verbänden. Ziel dieser Zusammenarbeit ist, die im Artikel 3 des Grundgesetzes verankerte Gleichstellung von Frauen und Männern in allen Lebensbereichen zu verwirklichen. Mitglieder des Landesfrauenrates Hamburg e. V. sind Frauenorganisationen oder Frauengruppen aus Verbänden, Vereinen und politischen Parteien der Stadt Hamburg.

## Geschichte
Erste organisatorische Zusammenschlüsse verschiedener Frauenvereine gab es in Hamburg bereits während des Ersten Weltkrieges. 1916 gründete sich im Zuge dessen der „Stadtbund Hamburgischer Frauenvereine“, der sich für die staatsbürgerliche Gleichstellung der Frauen einsetzte und der das Interesse der Frauen an Politik und Frauenrechten zu wecken beabsichtigte. Wegen der Machtergreifung der Nationalsozialisten löste sich der Stadtbund 1933 wieder auf.
Nach Kriegsende gründeten sich schnell neue Frauenverbände, wovon die beiden bedeutsameren der „Hamburger Frauenring“ und der „Frauenausschuss Hamburg e. V.“ waren. Der Frauenring, der streng unparteilich agierte, und der Frauenausschuss, der später gleiche Forderungen wie die KPD vertrat, konnten die Interessen verschiedener Frauenorganisationen jedoch nicht vereinen. Deswegen wurde 1949 die „Arbeitsgemeinschaft Hamburger Frauenorganisationen“ (ahf) ins Leben gerufen, die sich 1987 in Landesfrauenrat Hamburg e. V. umbenannt hat, um durch dieselbe Namensgebung den Zusammenhalt mit den anderen Landesfrauenräten in Deutschland und dem deutschen Frauenrat zu verdeutlichen. Zu den Mitgliedern der ahf zählten von Anfang an bewusst auch politische Frauenorganisationen, um größeren Einfluss ausüben zu können, wobei das Prinzip der Überparteilichkeit gewahrt blieb. Überparteilichkeit, Unabhängigkeit und Überkonfessionalität sind auch heute die Grundsätze des Landesfrauenrates Hamburg e. V.

## Projekte

### AuszeichnungHammonia
Ein Projekt des Landesfrauenrates Hamburg ist seit 2008 die jährliche Auszeichnung der Hammonia. Benannt nach der Hamburger Stadtgöttin werden mit dieser Auszeichnung Frauen geehrt, die sich beruflich, politisch oder ehrenamtlich für Frauen und ihre Gleichstellung nachhaltig engagiert haben. Preisträgerinnen waren Elisabeth von Dücker, Rita Bake, Eva Rühmkorf, Maria Jepsen, Julia Dingwort-Nusseck, Helga Schulz, Lore Peschel-Gutzeit, Helga Kutz-Bauer, Jana Schiedek, Heidemarie Grobe, Christine Färber, Sabine Stövesand, Eva Burgdorf, Marylyn Addo, Dana-Sophia Valentiner.

### VerbrauchermesseDu und deine Welt
Die Vorgänger-Organisation des Landesfrauenrates, die „Arbeitsgemeinschaft Hamburger Frauenorganisationen“ (ahf), forderte 1955 eine Hamburg-Messe „Welt der Frau“. Aus ihr ging 1957 die Verbraucherausstellung Du und deine Welt hervor, die bis 2014 jährlich stattfand. Die ahf und der Landesfrauenrat Hamburg waren langjährige ideelle Träger der Messe und verliehen auf ihr den Preis der Zitronenjette.

### PreisZitronenjette
Im Rahmen der Zusammenarbeit des Landesfrauenrates mit der Hamburg Messe wurde von 1985 bis 2014 außerdem der Preis der Zitronenjette vergeben, dessen Preisträgerinnen sich durch langjähriges, ehrenamtliches Engagement im Landesfrauenrat Hamburg hervorgetan haben. Preisträgerinnen waren Paula Fietzke, Hannelore-Maria Avci, Ebba Zimmermann, Ruth Schüler, Ingeborg Eggert, Helga Peters, Margot Bartling, Maria Nini, Vera Halpap, Gretel Haarmeyer, Annelinde Töpel, Marianne Hötte, Sigrid Tausent, Gerda Aldermann, Martha Sabine Niemeyer, Hannelore Nähring, Dagmar Klemm, Eleonore Konertz, Ellen Cardozo, Ruth Link, Ursula Dau, Irmingard Zahn, Helga Diercks-Norden, Isabella Vértes-Schütter, Ursula Stolle, Iris Neitmann, Maren Jonseck-Ohrt, Monika Bessenrodt-Weberpals, Stevie Meriel Schmiedel, Cordula Radtke und Angelika Huntgeburth.

## Vorsitzende
Vorsitzende der Arbeitsgemeinschaft Hamburger Frauenorganisationen bzw. des Landesfrauenrates Hamburg waren Willa Cordes, Ursula Seiler, Ruth Schüler, Wiltrud Rehlen, Helga Schulz, Margarete Teichner, Helga Diercks-Norden, Lore Maria Peschel-Gutzeit, Jutta Krüger, Hannelore-Maria Santl (vormals Avci), Irmingard Zahn, Ursula Dau, Kordula Leites, Christa Randzio-Plath, Sylke Pukatzki, Cornelia Creischer, Petra Ackmann. Seit Juni 2023 besteht der Vorstand aus drei geschäftsführenden Vorständinnen: Eva Burgdorf, Angela Fechner, Angelika Ohse.